# هوایپون
هوایپون (به اسپانیایی: Huaypun) یک کوه در پرو است که در Peru, Cusco Region, Calca Province واقع شده‌است. هوایپون ۴٬۲۰۰ متر بالاتر از سطح دریا واقع شده‌است.